# Condado de Mifflin
O Condado de Mifflin é um dos 67 condados do Estado americano da Pensilvânia. A sede do condado é Lewistown, e sua maior cidade é Lewistown. O condado possui uma área de 1 074 km²(dos quais 7 km² estão cobertos por água), uma população de 46 486 habitantes, e uma densidade populacional de 44 hab/km² (segundo o censo nacional de 2000). O condado foi fundado em 19 de setembro de 1789.